# Provincia de Udon Thani
Udon Thani (en tailandés: จังหวัดอุดรธานี) es una de las setenta y seis provincias que conforman la organización territorial del Reino de Tailandia.

## Geografía
Udon Thani se encuentra en el corazón de la Meseta de Khorat entre las provincias de Khon Kaen, en el sur, y Nong Khai, en el norte. La ciudad de Udon Thani, su capital, está conectada a la línea de ferrocarril que va desde el noreste de Saraburi a través de Nakhon Ratchasima (Khorat) y Khon Kaen a la frontera de Laos en las afueras de la ciudad de Nong Khai. Posee trenes regulares directos conectados con la ciudad capital del reino, Bangkok. La capital provincial, Udon Thani, a menudo se refiere como sólo ("Ooh-Dorn") es la quinta más grande de Tailandia. En el alfabeto romano es también escrita a veces como Udorn.

## Divisiones Administrativas

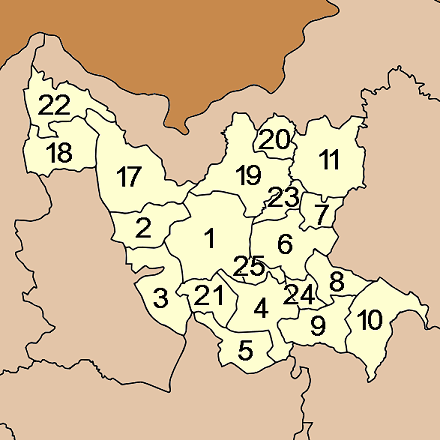
Distritos de la provincia.

Esta provincia tailandesa se encuentra subdividida en una cantidad de distritos (amphoe) que aparecen numerados a continuación (El mapa posee errores en la numeración ya que saltea del número once al diecisiete):
- 1. Mueang Udon Thani
- 2. Kut Chap
- 3. Nong Wua So
- 4. Kumphawapi
- 5. Non Sa-at
- 6. Nong Han
- 7. Thung Fon
- 8. Chai Wan
- 9. Si That
- 10. Wang Sam Mo
- 11. Ban Dung
- 17. Ban Phue
- 18. Nam Som
- 19. Phen
- 20. Sang Khom
- 21. Nong Saeng
- 22. Na Yung
- 23. Phibun Rak
- 24. Ku Kaeo
- 25. Prachaksinlapakhom

## Demografía
La provincia abarca una extensión de territorio que ocupa una superficie de unos 11.730,3 kilómetros cuadrados, y posee una población de 1.467.158 personas (según las cifras del censo realizado en el año 2000). Si se consideran los datos anteriores se puede deducir que la densidad poblacional de esta división administrativa es de 125 habitantes por kilómetro cuadrado aproximadamente.